# 대구과학기술고등학교
대구과학기술고등학교(大邱科學技術高等學校)는 대한민국 대구광역시 서구 내당동에 있는 공립 고등학교이다.

## 학교 연혁
- 1997년 2월 25일 : 대구서부공업고등학교 설치 조례 공포(45학급 인가) (전자기계과 18학급, 전자통신과 9학급, 전기과 9학급, 금속과 9학급)
- 1997년 3월 1일 : 초대 이수빈 교장 취임
- 1997년 3월 7일 : 개교 및 97학년도 제1회 입학식(15학급 842명)
- 1999년 8월 2일 : 역도훈련장 준공(198m2)
- 1999년 11월 5일 : 학칙변경인가, 2000.03.01시행(특수학급 1학급 증설)
- 2000년 2월 10일 : 제1회 졸업식(졸업생 762명)
- 2004년 10월 6일 : 특성화고등학교 지정(전자기계과, 귀금속과)
- 2019년 9월 1일 : 제10대 장진곤 교장 취임
- 2020년 12월 30일 : 교명변경 인가 (대구서부공업고등학교 -> 대구과학기술고등학교)
- 2021년 3월 2일 : 신설학과 [스마트팩토리과 , 아트조리과]
- 2021년 12월 31일 : 제23회 졸업식(졸업생 204명, 졸업생 누계 9,281명)
- 2022년 3월 1일 : 학과명칭 변경(전기과(2)→스마트전기과(2))
- 2022년 3월 2일 : 2022학년도(제26회) 입학식(12학급 261명)

## 학과
- 스마트팩토리과 (3학급)
- 자동화시스템과 (2학급)
- 스마트전기과 (2학급)
- 소재설계가공과 (2학급)
- 아트조리과 (2학급)
- 특히 아트조리과가 인기가 많고 퍼센트가 높다

## 참고 자료
- 대구과학기술고등학교 - 한국교육학술정보원 학교알리미